# Embrouille à Poodle Springs
Pour plus de détails, voir Fiche technique et Distribution.
Embrouille à Poodle Springs (Poodle Springs) est un téléfilm américain réalisé par Bob Rafelson, sorti en 1998 et produit par HBO. Il s'agit d'une adaptation du roman policier Marlowe emménage (Poodle Springs) de l'écrivain américain Raymond Chandler. Ce texte, inachevé à la mort de Chandler en 1959, fut complété par le romancier américain Robert B. Parker et publié en 1989. Il met en scène le détective privé Philip Marlowe ici incarné par James Caan.

## Synopsis
En 1963, le détective privé Philip Marlowe (James Caan) se marie avec la jeune fille de bonne famille Laura Parker (Dina Meyer). Marlowe quitte son appartement de Los Angeles pour emménager avec sa femme à Poodle Springs (littéralement, les sources du caniche, une ville fictive, parodie de la ville de Palm Springs en Californie). Il y poursuit son activité de détective, au regret de sa riche épouse qui aimerait que son mari s'associe avec son père (Joe Don Baker) et quitte ce dangereux métier. Au détour d'une enquête, il fait la rencontre d'un photographe, Larry Victor (David Keith), impliqué dans une affaire de chantage dont les aboutissants concernent son nouveau beau-père.

## Fiche technique
- Titre : Embrouille à Poodle Springs
- Titre original : Poodle Springs
- Réalisation : Bob Rafelson
- Assistant réalisateur : Tommy Thompson, Mark Hansson, Carla Brand Breitner
- Scénario : Tom Stoppard
- Direction artistique : Scott Plauche
- Décorateur de plateau : Kristen Toscano Messina
- Costumes : Melinda Eshelman
- Photographie : Stuart Dryburgh
- Montage : Steven Cohen
- Musique : Michael Small
- Production : Jon Avnet, William Horberg, Jordan Kerner (en), Tony Mark, Sydney Pollack, Geoff Stier
- Société de production : Avnet–Kerner Productions, HBO, Mirage Enterprises (en), Universal Television
- Pays d'origine : États-Unis
- Langue : anglais
- Format : Technicolor - 35 mm - 1,37:1 - Son mono (Westrex Recording System)
- Genre : Néo-noir, film policier
- Durée : 100 minutes
- Sortie :  États-Unis : 25 juillet 1998 ;  France : 1999

## Distribution
- James Caan : Philip Marlowe
- Dina Meyer : Laura Parker-Marlowe
- David Keith : Larry Victor/Charles Nichols
- Joe Don Baker : P.J. Parker
- Tom Bower : Lt. Arnie Burns
- Julia Campbell : Miriam Muffy Blackstone-Nichols
- Brian Cox : Clayton Blackstone
- Nia Peeples : Angel
- Mo Gallini (en) : J.D.
- Michael Laskin : Manny Lipshultz
- David Byrd (en) : Seymour
- Joe Don Baker : P.J. Parker
- Royce D. Applegate : Ivan
- Billy Beck (en) : un homme en prison
- Gary Bullock (en) : capitaine de police
- Michael Cooke (en) : capitaine de police
- Eric Da Re : un gardien
- Thomas F. Duffy : le gros policier
- Rene L. Moreno (en) : Tino
- Julianna McCarthy (en) : Mrs. Dubrowski
- Timothy McNeil
- Greg Travis (en)

## Autour du film
- Le film a été tourné à Los Angeles en Californie.